# Lucha Libre AAA Worldwide
Lucha Libre AAA Worldwide — мексиканский промоушен луча либре (реслинга), базирующийся в Мехико. Обычно компанию называют просто AAA (сокращение от первоначального названия — Asistencia Asesoría y Administración). Промоушен был основан в 1992 году, когда Антонио Пенья отделился от Consejo Mundial de Lucha Libre (CMLL), чтобы создать промоушен, который дал бы ему больше творческой свободы. За годы своего существования ААА провела множество PPV и организовала шоу не только в Мексике, но и в США и Японии.
Помимо традиционного квадратного ринга, промоушен иногда использует шестиугольный ринг и отличается необычными образами и персонажами лучадоров. В последние годы матчи в AAA обычно имеют экстремальный стиль. На протяжении многих лет ААА сотрудничала с несколькими американскими промоушенами, такими как World Wrestling Federation (WWF, сейчас WWE) и World Championship Wrestling, а в настоящее время поддерживает рабочие отношения с мексиканскими International Wrestling Revolution Group и Lucha Libre Elite и американскими промоушенами Impact Wrestling, All Elite Wrestling (AEW) и Major League Wrestling (MLW). ААА также сотрудничает с японским промоушеном Pro Wrestling Noah.
19 апреля 2025 года было объявлено, что AAA была приобретена WWE.

## История
AAA берет свое начало 15 мая 1992 года, когда букер Consejo Mundial de Lucha Libre (CMLL) Антонио Пенья порвал с компанией в пользу создания своей собственной организации вместе с Коннаном и многими молодыми талантами из CMLL. Это оставило CMLL с составом среднего возраста и, казалось, безрадостным будущим. ААА также искала рестлеров на других рынках: они нашли и подписали уроженцев Тихуаны Рея Мистерио-младшего и Психоза. Промоушен получил таких ведущих рестлеров, как: Эль Ихо дель Санто, Октагон, Голубая Пантера, братья Касас (Негро Касас и Хэви Металл), Лос Грингос Локос, Сьен Карас, Коннан и Перро Агуайо. Растущая популярность ААА вскоре привела к тому, что конкурирующая Universal Wrestling Association вышла из бизнеса, и Пенья быстро подписал контракты с такими известными рестлерами, как Эль Канек, Дос Карас и Лос Вилланос.
Пиком «золотых лет» ААА (1993—1995) стало PPV-шоу When Worlds Collide, организованное совместно с World Championship Wrestling (WCW) и транслировавшееся в США в 1994 году. Через несколько недель после этого шоу Арт Барр (один из ключевых членов Los Gringos Locos) умер во время посещения своей семьи. В результате ААА аннулировала командные титулы ААА, и это привело к уходу товарищей по группировке Los Gringos Locos Эдди Герреро и Бойфренда Мадонны. Эль Ихо дель Санто также ушел из-за творческих проблем, а такие звезды, как Фуэрза Геррера и Голубая Пантера, вскоре тоже ушли, когда мексиканская экономика начала замедляться, что привело к тому, что компания не могла предложить достаточно работы. В 1996 году многие рестлеры, включая Рея Мистерио-младшего, Психоза, Ла Парку и Ювентуда Герреру, также ушли в WCW и в недолго просуществовавший промоушен Коннана Promo Azteca. В начале 1997 года ААА заключила рабочее соглашение с World Wrestling Federation, но единственным значимым результатом стало участие нескольких лучадоров в «Королевской битве» 1997 года. В середине 1990-х годов название компании было изменено на «ААА», произносимое как «Triple A».
6 октября 2006 года основатель Антонио Пенья умер от сердечного приступа. После смерти Пеньи его сестра Марисела Пенья управляет AAA финансово, а шурин Хоакин Ролдан и его сын Дориан Ролдан Пенья выполняют функции операционных менеджеров. В 2008 году Lucha Libre USA представила второе американское PPV ААА — Legendary Battles of Triplemania.
12 января 2014 года было объявлено, что при поддержке Марка Бернетта ААА начнет транслировать шоу на американской сети El Rey во второй половине года. Еженедельная часовая программа будет сопровождаться ежемесячными и ежеквартальными спецвыпусками, а также прямыми трансляциями PPV. Премьера шоу под названием Lucha Underground состоялась 29 октября 2014 года. Шоу закрылось в 2018 году после 4 сезонов.
Начиная с марта 2015 года компания объявила, что с этого момента она будет называться Lucha Libre AAA Worldwide.
19 апреля 2025 года было объявлено, что AAA была приобретена WWE.

## Титулы
- Мега-чемпионство AAA